# WASP-12b
WASP-12b és un planeta extrasolar que orbita a l'estrella WASP-12, descoberta per l'enquesta de trànsit planetari SuperWASP. El seu descobriment es va anunciar l'1 d'abril de 2008. A causa de la seva òrbita extremadament propera a la seva estrella, té una de les densitats més baixes per a exoplanetes («inflat» pel flux d'energia de l'estrella). El planeta triga només una mica més d'un dia en orbitar al voltant de l'estrella, en contrast amb 365 dies perquè la Terra orbiti al voltant del Sol. La seva distància de l'estrella (aproximadament 2.115.000 milles) és només ¹/44 la distància de la Terra del Sol, amb una excentricitat igual que la de Júpiter. El 3 de desembre de 2013, els científics que treballen amb el Telescopi espacial Hubble van informar de la detecció d'aigua en l'atmosfera de l'exoplaneta. El juliol de 2014, la NASA va anunciar la recerca d'atmosferes molt seques en tres exoplanetes (HD 189733b, HD 209458b, WASP-12b) que orbiten al voltant d'estrelles com el Sol.
El setembre de 2017, els investigadors, que treballen en el Telescopi espacial Hubble, van anunciar que WASP-12b absorbeix, en lloc de reflectir, almenys el 94% de la llum que brilla sobre la seva superfície. Com a resultat, l'exoplaneta s'ha descrit com «negre com l'asfalt», com un «to negre calent» de Júpiter.

## Característiques

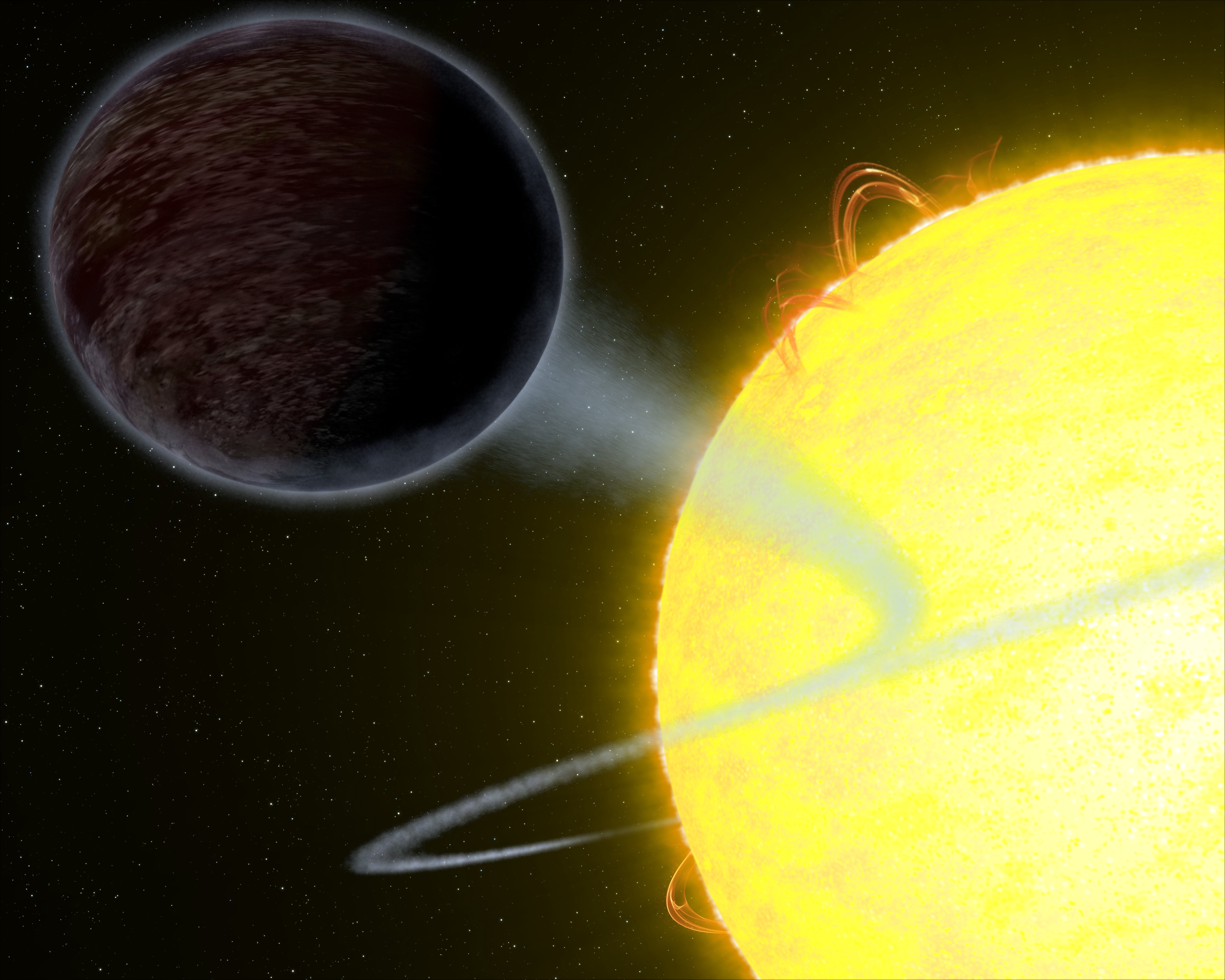
WASP-12b absorbeix el 94% de la llum brillant a la seva superfície, resultant en una albedo molt baixa, la quantitat de llum que reflecteix l'exoplaneta.

El planeta està tan a prop de WASP-12 que les forces de marea de l'estrella ho estan distorsionant en forma d'ou i allunyant la seva atmosfera a un ritme d'uns 10−7 MJ (aproximadament 189 quadrilions de tones) per any. L'anomenat escalfament de marea, i la proximitat del planeta a la seva estella, es combinen per portar la temperatura de la superfície a més de 2500 K (2200 °C).
El 20 de maig de 2010, el Telescopi espacial Hubble va veure que WASP-12b estava "consumit" per la seva estrella. Els científics sabien que les estrelles podien consumir els planetes; no obstant això, aquesta va ser la primera vegada que un esdeveniment semblant s'havia observat amb tanta claredat.
El 20 de maig de 2010, el Telescopi espacial Hubble va veure que WASP-12b estava «consumit» per la seva estrella. Els científics sabien que les estrelles podien consumir els planetes; no obstant això, aquesta va ser la primera vegada que un esdeveniment semblant s'havia vist amb tanta claredat. La NASA ha estimat que al planeta li queden 10 milions d'anys de vida.
Les observacions han confirmat les prediccions publicades a la revista Nature el febrer de 2009 per la Universitat de Pequín Shu-lin Li. L'atmosfera del planeta s'ha inflat fins a gairebé tres vegades el radi de Júpiter, mentre que el planeta té un 40% més de massa que Júpiter.

### Contingut de carboni
Les proves recents indiquen que WASP-12b té una relació millorada de carboni a oxigen, significativament superior a la del Sol, que indica que és un gegant gasós ric en carboni. La relació C/O compatible amb les observacions és aproximadament 1, mentre que el valor solar és de 0,54. Les relacions de C/O suggereixen que els planetes rics en carboni es poden haver format en el sistema estel·lar.
Un dels investigadors darrere d'aquest estudi va comentar que «amb més carboni que l'oxigen, obtindrien roques de carboni pur, com el diamant o el grafit».
L'estudi publicat afirma: «Encara que no s'han observat planetes gegants rics en carboni com WASP-12b, la teoria prediu múltiples composicions per a planetes sòlids dominats per carboni. Els planetes de carboni de mida terrestre, per exemple, podrien estar dominats per interiors de grafit o diamant, a diferència de la composició de silicat de la Terra.» Aquestes observacions han portat els mitjans a recollir la història, alguns fins i tot anomenant a WASP-12b un «planeta diamant».
El contingut de carboni del planeta es troba dins de la seva atmosfera, en forma de monòxid de carboni i metà. L'estudi apareix a la revista Nature.

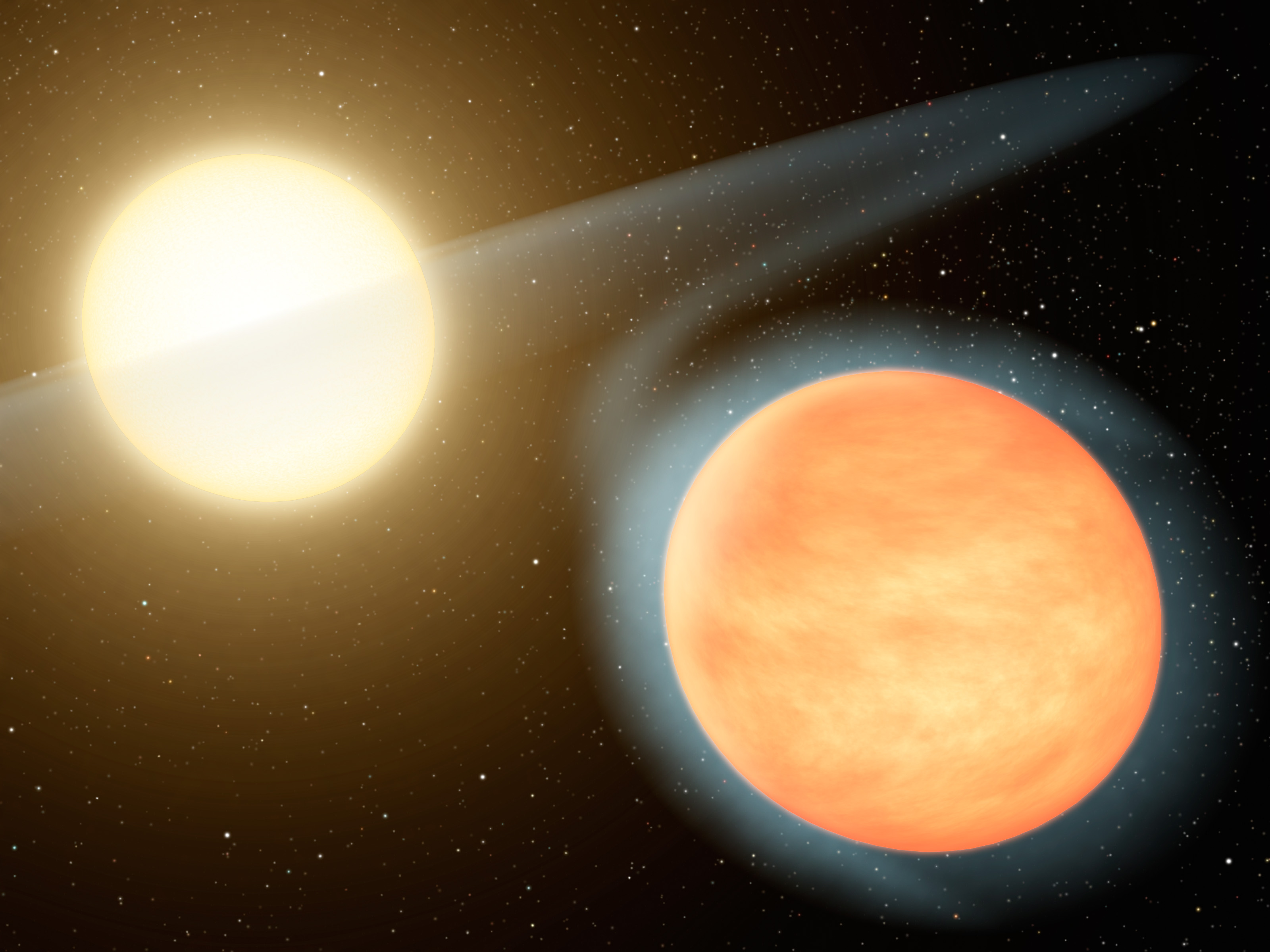
El planeta calent i ric en carboni WASP-12b i la seva estrella amfitriona. (El color de l'exoplaneta era desconegut en el moment d'aquesta concepció artística).
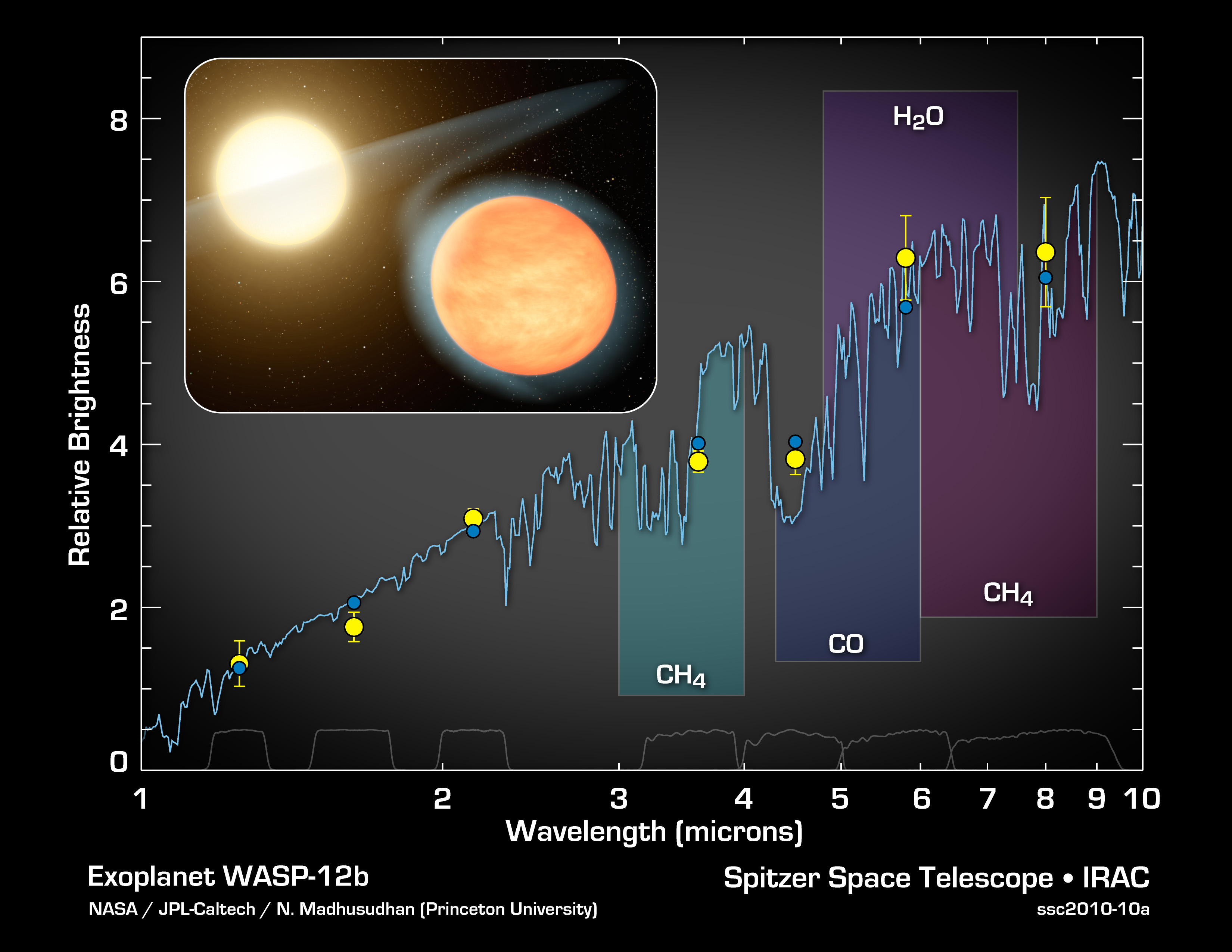
WASP-12b i la seva estrella amfitriona, WASP-12, amb l'espectroscòpia infraroja, observant la presència de diverses molècules químiques.

## Candidat per satèl·lit
Els astrònoms russos que estudien una corba de canvi de brillantor del planeta van observar esquitxades regulars de llum que impliquen que el WASP-12b tingui almenys un exosatèl·lit en òrbita al voltant. This is not expected, as hot Jupiter-type planets are expected to lose large moons within geologically short timescales.